# سید مرتضی علم‌الهدی
ابوالقاسم علی‌بن حسین‌ بن موسی، مشهور به سید مرتضی علم‌الهدی (۳۵۵هـ. / ۴۳۶هـ. - ۹۶۵ م/ ۱۰۴۴ م)، از فقیهان شیعه دوازده امامی بود. او برادر سید رضی (گرد آورندهٔ نهج‌البلاغه) و از شاگردان شیخ مفید و شیخ صدوق بوده است. وی در بغداد (عراق) متولد شد و در همان شهر درگذشت؛ پیکر او در کربلا و در کنار مزار حسین‌بن علی دفن شده است.

## داستان آغاز تحصیل
محمدعلی مدرس تبریزی در کتاب ریحانة الادب، علاقه‌مندی علم‌الهدی به تحصیل علوم دینی را اینگونه روایت می‌کند: شیخ مفید در رؤیا دید که فاطمه زهرا، امام حسن و امام حسین را نزد او آورد و فرمود: «یا شیخ علمهما الفقه» (به ایشان فقه بیاموز). فردای آن شب، مادر سید مرتضی و سید رضی، که در آن زمان خردسال بودند، آن دو را نزد شیخ مفید آورد.
«ای شیخ، ایشان پسران من هستند. این‌ها را نزد شما آورده‌ام که فقه تعلیم آنها دهی.».
استادهای دیگر او عبارت‌اند از:
ابومحمد هارون، فرزند موسی تلعکبری (متوفی ۳۸۰ ه‍.ق)، محمد صدوق (متوفی ۳۸۱ ه‍.ق)، حسین بن علی بن بابویه برادر صدوق، احمد بن علی بن سعید کوفی، محمد بن عمران کاتب مرزبانی، ابویحیی بن نباته، ابوالحسن علی بن محمد کاتب، ابوالقاسم عبدالله بن عثمان بن یحیی، احمد بن سهل دیباجی.

## شاگردان
شیخ طوسی، قاضی ابن براج، ابوالصلاح حلبی، ابوالفتح کراجکی، سلار دیلمی و چندی دیگر را در حوزه درسی خود آموزش داد.
او علوم متنوعی تدریس می‌کرد و هر یک از شاگردان او شهریهٔ معینی داشته‌اند، چنان‌که شیخ طوسی ماهی دوازده دینار اشرفی (طلای هجده عیار) و قاضی ابن براج ماهی هشت دینار و دیگر طلاب را فراخور حال خود شهریه می‌داده است.

## لقب علم‌الهدیٰ
خوانساری می‌نویسد: ابوسعید محمد بن حسین وزیر القادر بالله (خلافت ۳۸۱–۴۲۲) در سال ۴۲۰ بیمار شد. شبی در خواب دید که علی بن ابی‌طالب به او می‌گوید: «به علم‌الهدی بگو برای تو دعا کند تا از بیماری بهبود یابی.» وزیر گفت: «ای امیرالمؤمنین، علم الهدیٰ کیست؟» گفت: «علی بن حسین موسوی است.» چون از خواب برخاست، نامه‌ای به سید مرتضیٰ نوشت که برای او دعا کند و در آن نامه او را علم الهدیٰ (پرچم هدایت) خواند. سید مرتضی در ابتدا از قبول این لقب امتناع می‌ورزید تا آن که خلیفه پیام فرستاد که شایسته است لقبی که جدت داده است را بپذیری و امتناع نکنی. القادر بالله حکم رسمی کرد که همه از دیوان‌سالاران دربار گرفته تا عامهٔ مردم او را با این لقب بخوانند و این‌گونه او ملقب به «علم الهدی» گردید و تا قبل از ایشان هیچ عالم شیعی، ملقب به این لقب نبوده است.

## آثار
- الذریعة الی اصول الشریعة
- الانتصار
- الناصریات
- الشافی فی الامامه
- انقاذ البشر
- المحکم و المتشابه
- تنزیه الانبیاء
- الاصول الاعتقادیة
- الولایة عن الجائر یا الولایة من قبل الظالمین
- المقنع فی الغیبه
- المسائل الرسیة الاولی
- المسائل الرسیة الثانیة
- مسألة فی الاعتراض علی من یثبت قدم الاجسام
- ابطال العمل بخبر الآحاد
- مقدمة فی الاصول
- العدد یا الرد علی اصحاب العدد
- مسألة وجیزة فی الغیبة
- المسائل التبانیات
- دیوان المرتضی[۶]

## فعالیت‌های اجتماعی و سیاسی
هنگامی که حکومت در سال ۲۷۹ هجری قمری به معتضد عباسی واگذار شد، موضوع احترام به علویان و تعیین سرپرست برای سادات مطرح شد؛ از همین روی سید مرتضی پس از درگذشت برادرش سید رضی در سال ۴۰۶ ق، به درخواست حکومت عباسیان مسئولیت نقابت یعنی سرپرستی سادات آن شهر، امارت حج و نظارت بر دیوان مظالم را به‌عهده گرفت.

## نظر در مورد حجب ورثه
سید مرتضی در انتصار می‌گوید: «یکی از آراء اختصاصی امامیه در این زمان -اگر چه در گذشته برخی از فقیهان مذاهب دیگر نیز با این رای موافق بودند- این است که مسلمان از کافر ارث می‌برد ولی کافر از مسلمان ارث نمی‌برد.»
وی در ناصریات نیز می‌گوید:
«ما از مشرکان ارث می‌بریم و موجب حجب ورثه آنان می‌شویم. رأی درست همین است و فقهای ما بر این نظر هستند. از معاویة بن ابی‌سفیان (تولد حدود ۵۹۷، ۶۰۳ یا ۶۰۵ – مرگ ۶۸۰) و معاذ بن جبل و (تولد ۶۰۳– مرگ ۶۳۹ میلادی) محمد حنفیه (تولد ۶۳۷– مرگ ۷۰۰ میلادی) و مسروق بن اجدع (مرگ ۶۸۲ میلادی) و عبدالله بن معقل مزنی (مرگ ۶۷۸ میلادی) و سعید بن مسیب (تولد ۶۳۷– مرگ ۷۱۵ میلادی) نیز همین قول نقل شده است. فقهای دیگر با این رای مخالفند و می‌گویند: مسلمان از کافر و کافر از مسلمان ارث نمی‌برد. دلیل ما بر این که مسلمان از کافر ارث می‌برد ولی کافر از مسلمان ارث نمی‌برد، اجماع متردد است.»

## در نگاه دیگران
مهارت علمی او در فقه، کلام و ادبیات زبانزد بود. او مدت سی سال امیر حج و حرمین و نقیب الاشراف و قاضی‌القضات و مرجع شکایت‌های مردم بود. علامه حلی در کتاب «خلاصه» دربارهٔ او گوید:
«علم الهدی رکن امامیه و معلم ایشان بوده و مصنفات او تا زمان حاضر که ۶۹۳ هجرت می‌باشد، محل استفاده آن فرقه حقه می‌باشند.»
عزالدین احمد بن مقبل گوید:
«اگر کسی سوگند یاد کند که علم‌الهدی در علوم غربیه داناتر از خود عرب بوده، دروغ نگفته و گناهی نکرده است.»
ابن خلکان، یکی از مورخان اهل سنت دربارهٔ او می‌گوید:
«فضائل وی بسیار و تالیفات او در دین و احکام مسلمین شاهد صادق است بر این که شاخهٔ آن شجره بوده و از اهل آن خانواده جلیل است.»
ابن اثیر در کامل التواریخ، یافعی در مرآة الجنان، سیوطی در طبقات، خطیب بغدادی در تاریخ بغداد و ابن کثیر شامی و دیگران، همگی از سید مرتضی با بهترین عبارت‌ها یاد کرده‌اند و علم و فضیلت و دانش او را ستوده‌اند.
یکی از استادان ادبیات مصر می‌گوید:
«من از کتاب غرر الحکم و دررالحکم سید مرتضی مسائلی را استفاده کردم که در هیچ‌یک ازکتاب‌های دیگر به دست نیاورده‌ام.»